# 卡彭達-卡穆倫巴
09°25′24″S 18°25′58″E / 9.42333°S 18.43278°E
卡彭達-卡穆倫巴（葡萄牙語：Capenda Camulemba），是安哥拉的城鎮，位於該國東北部，由北倫達省負責管轄，處於沙穆泰巴以東，主要農作物有銀杏、紅薯、木薯和玉米，2011年人口87,435。